# Сухі ліси Лари та Фалькону
Сухі ліси Лари та Фалькону (ідентифікатор WWF: NT0219) — неотропічний екорегіон тропічних та субтропічних сухих широколистяних лісів, розташований на північному заході Венесуели.

## Географія
Екорегіон сухих лісів Лари та Фалькону охоплює територію площею приблизно 17 000 км², розташовану на північному заході Венесуели, на південний схід від півострова Парагуана, на схід від озера Маракайбо та на північ від Венесуельських Анд. Він включає східну частину штату Фалькон, північно-західну частину штату Лара та північну частину штату Яракуй. З півночі та сходу екорегіон омивається водами Карибського моря, на заході він межує з горами Сьєрра-де-Фалькон, а на півдні — з горами Сьєрра-де-Ароа.
Рельєф екорегіону представлений долинами, пагорбами та невисокими горами, які є частиною регіону Коро. Його висота коливається від 100 до 1300 м над рівнем моря, а його найвищою частиною є гори Сьєрра-де-Сан-Луїс, найсхідніша частина гір Сьєрра-де-Фалькон. Внаслідок значних висотних коливань в екорегіоні спостерігається високе різноманіття мікрокліматів, які формують мозаїку природної рослинності. Основними ґрунтами регіону є малородючі ультісолі та оксісолі. Серед головних річок, що протікають територію регіону, слід відзначити Уеке, Токуйо та Ароа.
У прибережних районах та посушливих долинах на заході сухі ліси екорегіону переходять у склерофітні чагарники Парагуани, а на південному сході — у склерофітні чагарники Ла-Кости. В горах Венесуельського Прибережного хребта на півдні екорегіон переходить у гірські ліси Кордильєри-де-ла-Кости. На узбережжі Карибського моря зустрічаються мангрові ліси, які є частиною екорегіону венесуельських мангрів.

## Клімат
В межах екорегіону переважає саванний клімат (Aw за класифікацією кліматів Кеппена). Середньорічна температура тут становить 27—28 °C, а середньорічна кількість опадів коливається від 300 до 1000 мм.

## Флора
Основними рослинними угрупованнями екорегіону є густі сухі тропічні ліси, дерева у яких скидають листя під час сухого сезону, а також колючі ліси та чагарники, основу яких складають невисокі колючі дерева, кущі та кактуси. Уздовж річок та на вершинах пагорбів зустрічаються невеликі ділянки сезонних напіввічнозелених лісів. На південному сході, у передгір'ях Кордильєри-де-ла-Кости, зустрічаються зокрема вічнозелені низинні ліси та сухі листяні низинні ліси. На вершинах гір Сьєрра-де-Сан-Луїс зустрічаються гірські хмарні ліси з двома деревними ярусами та густим підліском. 
Сухі листяні ліси, поширені серед пагорбів Лари та Фалькону, мають доволі відкриту структуру та густий підлісок і досягають 8—15 м заввишки. Їх основу складають чорні кібрахача (Handroanthus billbergii), золотисті арагуанеї (Roseodendron chryseum), марракайбські бульнезії (Bulnesia arborea), куманські буррерії (Bourreria cumanensis), дубильні цезальпінії (Libidibia coriaria), дерева гуамачо (Leuenbergeria guamacho) та китицецвіті мескіти (Neltuma juliflora). 
Серед інших дерев, чагарників та кактусів, поширених в екорегіоні, слід відзначити колумбійський акантоцереус (Acanthocereus colombianus), лінійні каперці (Cynophalla linearis), запашні каперці (Quadrella odoratissima), тонкостручкові каперці (Monilicarpa tenuisiliqua), прямий козячий кущ (Castela erecta), сонорську пало-верде (Parkinsonia praecox), жостеролистий кротон (Mallotus rhamnifolius), списоголову морісорію (Morisonia hastata), звивисту морісорію (Morisonia flexuosa), рожеві кручені паничі (Ipomoea carnea), чорну ятрофу (Jatropha gossypiifolia), робінієлистий махеріум (Machaerium robiniifolium), американську морісорію (Morisonia americana), червону сейбу (Pachira quinata), жовту піптадентію (Piptadenia flava), солодкі мавпячі сережки (Pithecellobium dulce), котячекігтеві мавпячі сережки (Pithecellobium unguis-cati), колючу рандію (Randia armata), мексиканський органний кактус (Stenocereus griseus), оливкову мелікокку (Melicoccus oliviformis), покручену акацію (Vachellia tortuosa) та солодку акацію (Vachellia farnesiana), а також різні види кассій (Cassia spp.), євгеній (Eugenia spp.), гуапір (Guapira spp.), довгоплідників (Lonchocarpus spp.), опунцій (Opuntia spp.), платимісціумів (Platymiscium spp.), зантоксилумів (Zanthoxylum spp.) та чагарникової м'яти (Hyptis spp.). Ендеміком регіону є прихованопелюсткова криптопланезія (Apoplanesia cryptopetala), поширена в сухих лісах на сході екорегіону.

## Фауна
Серед великих ссавців, поширених в лісах екорегіону, слід відзначити південноамериканського тапіра (Tapirus terrestris), венесуельського білохвостого оленя (Odocoileus virginianus gymnotis), американську мазаму (Mazama americana), амазонійську мазаму (Mazama nemorivaga), ошийникового пекарі (Dicotyles tajacu), ведмежого ревуна (Alouatta arctoidea), а також пуму (Puma concolor) та ягуара (Panthera onca), найбільших хижаків Венесуели. Серед менших ссавців, поширених в регіоні, слід відзначити оцелота (Leopardus pardalis), ягуарунді (Herpailurus yagouaroundi), сіру лисицю (Urocyon cinereoargenteus), ракуна-крабоїда (Procyon cancrivorus), смугастого свинорилого скунса (Conepatus semistriatus), низинну паку (Cuniculus paca), бразильського агуті (Dasyprocta leporina), рудохвосту вивірку (Sciurus granatensis), бразильського коенду (Coendou prehensilis), гуайрського щетинця (Proechimys guairae), венесуельську лазаючу мишу (Rhipidomys venezuelae), південного опосума (Didelphis marsupialis), дев'ятипоясного броненосця (Dasypus novemcinctus) та американського тамандуа (Tamandua tetradactyla). Ендеміками екорегіону є вузькоголові стрункі опосуми (Marmosops cracens), а майже ендемічними його представниками — венесуельські бурі капуцини (Cebus brunneus), гуахірські мишачі опосуми (Marmosa xerophila) та рудобокі голохвості опосуми (Monodelphis palliolata).
Серед поширених в екорегіоні птахів слід відзначити червононогого татаупу (Crypturellus erythropus), рудогузу чачалаку (Ortalis ruficauda), чубату перепелицю (Colinus cristatus), бразильську горличку-інку (Columbina squammata), рудого кукліло (Coccyzus lansbergi), рудого дрімлюгу (Antrostomus rufus), колібрі-рубіна (Chrysolampis mosquitus), неотропічного яструба (Accipiter bicolor), великодзьобого канюка (Rupornis magnirostris), білохвостого канюка (Geranoaetus albicaudatus), буру сову-лісовика (Strix virgata), малого декола (Colaptes punctigula), малу гілу (Melanerpes rubricapillus), буроплечого тіріку (Brotogeris jugularis), рудоволого аратингу (Eupsittula pertinax), гвіанського папугу-горобця (Forpus passerinus), північного сорокуша-малюка (Sakesphorus canadensis), чорноволого сорокуша-малюка (Thamnophilus melanonotus), строкатокрилу рестингу (Formicivora intermedia), строкатоголового дереволаза (Lepidocolaptes souleyetii), світлодзьобого кокоа (Dendroplex picus), блідого пію (Synallaxis albescens), гострохвостого манакіна-червононога (Chiroxiphia lanceolata), тропічного тирана (Tyrannus melancholicus), північного тиранчика-короткодзьоба (Sublegatus arenarum), південного тиранчика-довгодзьоба (Camptostoma obsoletum), венесуельського копетона (Myiarchus venezuelensis), білочеревого тітіріджі (Hemitriccus margaritaceiventer), вохристоволу інезію (Inezia caudata), золотолобого віреончика (Pachysylvia aurantiifrons), чагарникового віреончика (Hylophilus flavipes), синьоброву паю (Cyanocorax affinis), білобрового різжака (Campylorhynchus griseus), голоокого дрозда (Turdus nudigenis), тринідадську гутураму (Euphonia trinitatis), венесуельського трупіала (Icterus icterus), золотоголового трупіала (Icterus auricapillus), золотокрилого тихоголоса (Arremon schlegeli), венесуельську саяку (Thraupis glaucocolpa), сірого червоночубика (Coryphospingus pileatus), чорноволого потроста (Melanospiza bicolor), оливкового зернолуска (Saltator olivascens), блакитного цукриста (Dacnis cayana) та церебу (Coereba flaveola). 
Майже ендемічними представниками екорегіону є білокрилі голуби (Patagioenas corensis), вохристі колібрі (Leucippus fallax), колумбійські колібрі-смарагди (Chlorostilbon gibsoni), жовтоплечі амазони (Amazona barbadensis), карибські горнеро (Furnarius longirostris), біловусі пію (Synallaxis candei), тонкодзьобі інезії (Inezia tenuirostris), токуянські риджвеї (Arremonops tocuyensis), червоні чижі (Carduelis cucullata) та білощокі тамаруго (Conirostrum leucogenys).

## Збереження
Ліси екорегіону значно постраждали внаслідок розвитку сільського господарства та надмірного випасу худоби, особливо на півночі та в центрі регіону. За останні століття знищено до 65 % сухих лісів Лари та Фалькону, а решта значно деградувала.
Оцінка 2017 року показала, що 6621 км², або 39 % екорегіону, є заповідними територіями. Природоохоронні території включають: Національний парк Хуан-Крісостомо-Фалькон, Національний парк Куева-де-ла-Кебрада-дель-Торо, Фауністичний лісовий заповідник Тукурере та Лісовий заповідник Ріо-Токуйо